# Centro vasomotore
Nella formazione reticolare, a livello del bulbo, è situato il centro vasomotore che, insieme al centro cardiaco e al centro respiratorio, hanno la funzione di regolare la pressione arteriosa agendo sulla contrazione della muscolatura liscia dei vasi. Nel caso in cui i chemocettori percepiscano un aumento nella concentrazione di anidiride carbonica, il centro vasomotore stimola il sistema nervoso simpatico a causare vasocostrizione, se invece i livelli di anidride carbonica percepiti sono bassi, il centro vasomotore causa vasodilatazione.
È costituito da due aree, con funzione opposta:
- Area depressoria: localizzata caudalmente (CVLM - Caudal Ventral Lateral Medulla)
- Area pressoria: localizzata rostralmente (RVLM - Rostral Ventral Lateral Medulla)

La clonidina, un farmaco simpaticomimetico alfa-2 agonista, stimola i recettori adrenergici situati nel centro vasomotore, determinando l'abbassamento della pressione sanguigna. La clonidina infatti viene utilizzata come farmaco anti-ipertensivo.